# 泰尔德科
泰尔德科（法語：Terres-de-Caux，法語發音：[tɛʁ də ko]）是法国诺曼底大区滨海塞纳省的一个市镇，属于勒阿弗尔区。该市镇于2017年1月1日由原市镇科地区福维尔、欧祖维尔-欧贝博斯克、贝讷托、贝蒙维尔、里卡维尔、圣玛格丽特-叙福维尔和圣皮埃尔拉维合并而成，行政中心位于科地区福维尔。

## 地名
“泰尔德科”（Terres-de-Caux）一名在法语中意为“科地区的土地”。

## 地理
泰尔德科（49°39'15"N, 0°35'32"E）面积38.01 平方千米，位于法国诺曼底大区滨海塞纳省，该省份为法国北部沿海省份，其西部及北部濒大西洋英吉利海峡，东起顺时针与索姆省、瓦兹省、厄尔省和卡爾瓦多斯省接壤。
与泰尔德科接壤的市镇（或旧市镇、城区）包括：诺芒维尔、克利蓬维尔、昂夫龙维尔、埃克雷特维尔莱邦、克莱维尔、富卡尔、博勒维尔、耶布勒龙、阿唐维尔、伊普勒维尔-比维尔。
泰尔德科的时区为UTC+01:00、UTC+02:00（夏令时）。

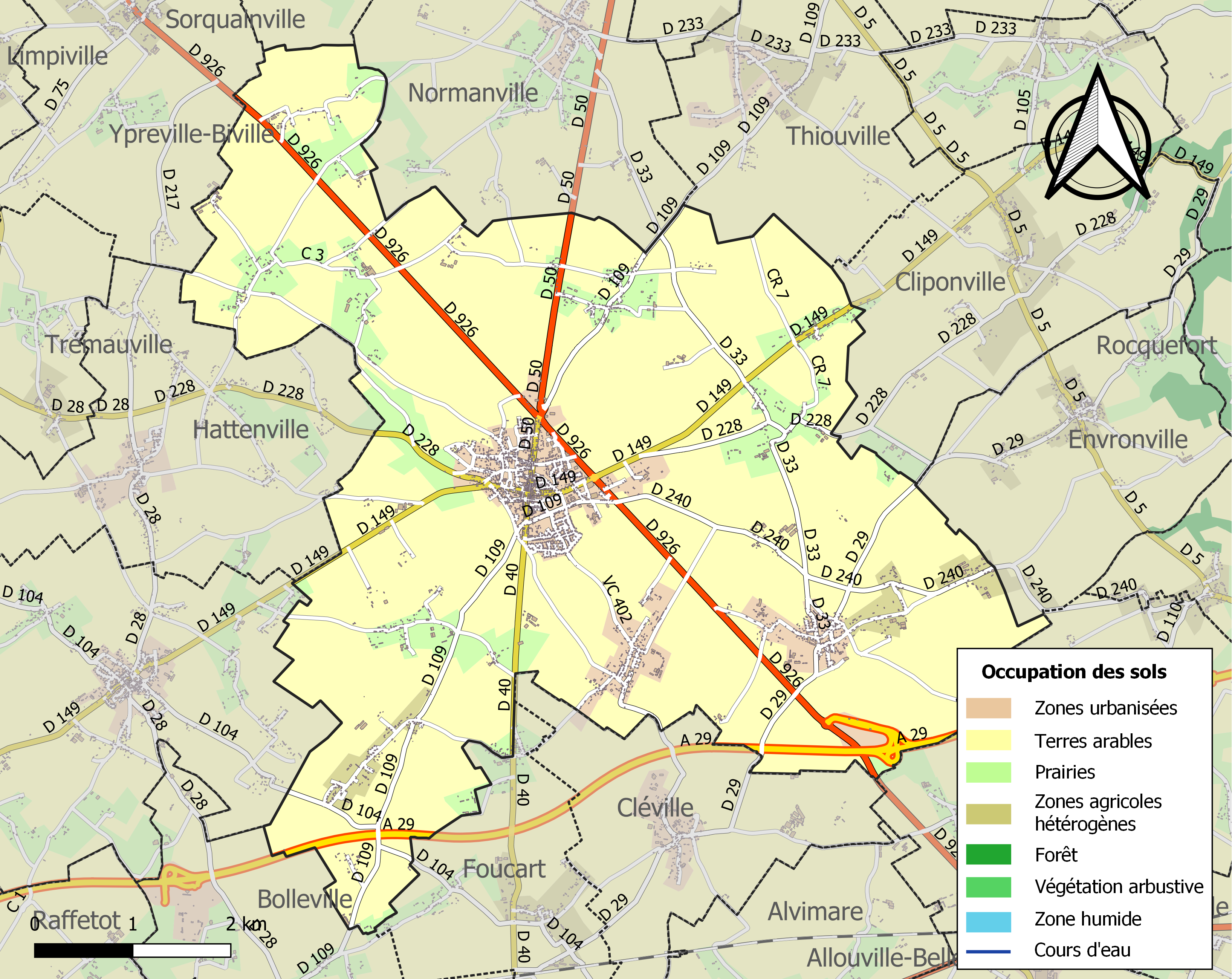
泰尔德科的OSM定位图

## 行政
泰尔德科的邮政编码为76640，INSEE市镇编码为76258。

## 政治
泰尔德科所属的省级选区为科地区圣瓦勒里县。

## 人口
泰尔德科于2022年1月1日时的人口数量为4247人。